# Clematis yunnanensis
Clematis yunnanensis är en ranunkelväxtart som beskrevs av Adrien René Franchet. Clematis yunnanensis ingår i släktet klematisar, och familjen ranunkelväxter. Inga underarter finns listade i Catalogue of Life.